# Bandeira da Sérvia
A bandeira da Sérvia é tricolor com as cores pan-eslavas. Ela consiste de três faixas horizontais iguais, vermelho no topo, azul no meio e branco em baixo. A bandeira oficial tem o brasão de armas da Sérvia centralizado vertical e horizontalmente, mas foi movido horizontalmente em 1/7 do comprimento total em direção à haste.  para uso público, a variação sem o brasão é permitida. A forma atual da bandeira foi adotada oficialmente em 16 de agosto de 2004.
Os fusis se parecem com a letra cirílica moderna C, que representa o som de /s/. Eles geralmente são vistos assim, especialmente quando o desenho é feito à mão. Normalmente, são associados com o lema Samo sloga Srbina spasava ou Само слога Србина спасава ("Apenas a unidade salva os sérvios").
A proporção da bandeira é de 2:3 (altura/largura), com as três cores ocupando um terço da altura cada. Versões oficiais anteriores da bandeira (A bandeira da República Socialista da Sérvia e as seguintes usadas de 1991 a 2004) tinham uma proporção de 1:2.
As cores exatas, começando do topo, são:
| Modelo  | Vermelho   | Vermelho α | Azul        | Branco      | Amarelo    | Preto     |
| ------- | ---------- | ---------- | ----------- | ----------- | ---------- | --------- |
| Pantone | 192C       | 704C       | 280C        | X           | 123C       | X         |
| CMYK    | 0-90-70-10 | 0-90-70-30 | 100-72-0-19 | X           | 4-24-95-0  | X-X-X-100 |
| RGB     | 198-54-60  | 161-45-46  | 12-64-118   | 255-255-255 | 255-199-44 | 0-0-0     |

↑α  Usado apenas no manto de arminho de armas maiores, como visto nos estandartes presidenciais.

## História

### 1233 - Reino da Sérvia(Stefan Vladislav)
O filho do rei do Stefan Vladislav (reinado de 1233–1243), župan Desa, enviou delegados de Kotor para Ragusa (Dubrovnik) para trazer de volta o tesouro do rei que foi deixado, que fizeram em 3 de Julho de 1281; na lista do inventório do tesouro incluíram, além das outros objetos, "uma bandeira horizontal de cor vermelho e azul". É descrito como: "Vexillum unum de zendato rubeo et blavo - "A bandeira de tecido vermelho e azul"; zendato (em sérvio:  čenda) sendo um tipo de tecido leve e sedoso.
Esse é o mais antigo atestamento da bandeira sérvia e suas cores; a mais antiga bandeira sérvia conhecida era vermelha e azul. Até que em 1271 as cores das bandeiras de župan Desa eram vermelhas e brancas.  Embora o sequenciamento das cores não seja conhecida, a versão com vermelho e azul horizontais é atribuída como elemento medieval presente na Sérvia moderna.

Reconstrução da bandeira de Stefan Vladislav

### 1268 - Bandeira doStefan Uroš
A rainha húngara Bela IV mencionou em sua carta de 8 de abril de 1268, que seu exército havia derrotado o rei Stefan Uroš I (reinado 1243–1276) e que quando ele hospedou alguns governantes estrangeiros, seus magnatas trouxeram sérvios capturados e "em sinal de triunfo, a bandeira do rei Uroš diante da corte de Bela IV, e a ergueram lá"

### 1326 - Bandeira doStefan Dečanski
Em 1326, Dečanski enviou um delegado ao Sultanato Mameluco (Cairo) em Alexandria e solicitou uma bandeira na cor amarela, para ser usada como bandeira de guerra. Os bizantinos mencionam que havia várias bandeiras de guerra hasteadas pelos sérvios na Batalha de Velbazhd (1330), e a amarela provavelmente era uma delas. 

### 1339 - Império Sérviode Dušan
O desenho mais antigo conhecido de uma bandeira sérvia é do mapa de 1339 feito por Angelino Dulcert; A Sérvia, na época governada pelo Rei Stefan Dušan, é representada por uma bandeira branca de uma águia de duas cabeças vermelha colocada acima da capital Skopje (Scopi).
Stefan Dušan foi coroado imperador em 1346; Dušan também adotou o  tetragrama  com quatro aços de fogo, que depois se tornou um elemento da bandeira sérvia até hoje (a cruz sérvia). Uma bandeira em Hilandar, vista por Dimitrije Avramović, foi alegada ser uma variação da bandeira do Imperador Dušan; era uma Triband (bandeira) de vermelho na parte superior e inferior e branco no centro. O Imperador Dušan também adotou o Imperial 'divelion, que era roxo e tinha uma cruz dourada no centro.  Outra bandeira de Dušan era a bandeira da cavalaria Imperial, mantida no  mosteiro de Hilandar no Monte Atos; uma bandeira triangular bicolor, vermelha e amarela.

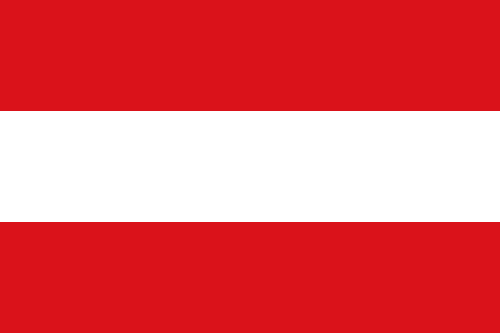
Bandeira do Imperador Stefan Dušan - Um tricolor de vermelho na parte superior e inferior e branco no centro. Encontrado em Hilandar por Dimitrije Avramović, documentado pela irmandade de ter sido uma bandeira do imperador Dušan.
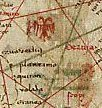
Bandeira sérvia no mapa de Angelino Dulcert (1339).
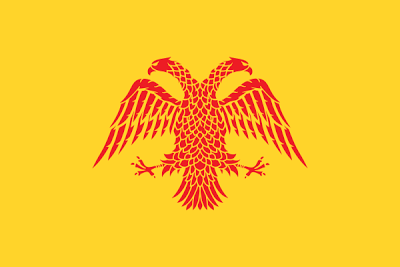
Bandeira do Império Sérvio
Bandeira do Imperador Sérvio Dušan reconstruída
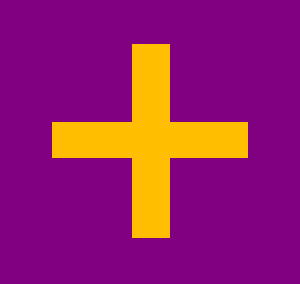
DIVELLION (insignia imperial e bandeira pessoal) do Imperador Sérvio Dušan
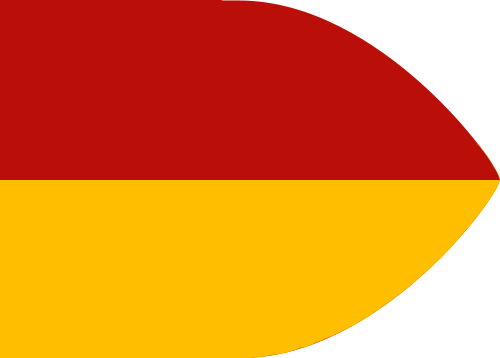
Bandeira triangular bicolor de vermelho e amarelo. A bandeira da cavalaria imperial do imperador Dušan, mantida em Hilandar no Monte Athos.

### 1804 -Bandeiras da Revolução contra a ocupação islãmica turco-otomana
Durante a Primeira Revolta Sérvia,várias bandeiras foram declaradas. Dentre as bandeiras iniciais, uma delas foi descrita por Mateja Nenadović como a que está conectada com a bandeira atual e com a primeira bandeira sérvia: era a vermelha-azul-vermelha com a Cruz sérvia. Os exércitos regulares do levante geralmente tinham bandeiras amarelas claras com vários símbolos, enquanto as bandeiras voivode eram freqüentemente vermelhas e brancas e com uma sobreposta preta águia de duas cabeças. Havia também bandeiras de outras cores, incluindo vermelho-amarelo, vermelho-branco-azul e vermelho-azul. Esta variedade de cores foi seguida por uma variedade de símbolos nas bandeiras, geralmente retirados do livro  Stemmatographia  de Hristofor Zhefarovich de 1741. O símbolo mais comum nas bandeiras era a cruz sérvia , seguido pelo brasão do Timok Valley (Tribalia) e várias outras cruzes.  A maioria das bandeiras foram feitas em Sremski Karlovci, desenhadas pelos pintores sérvios Stefan Gavrilović, Ilija Gavrilović e Nikola Apostolović.

Bandeira da Primeira Revolta Sérvia contra os Otomanos de 1804
Tricolor Sérvio desde a primeira revolta sérvia
Outra bandeira da Primeira Revolta Sérvia.
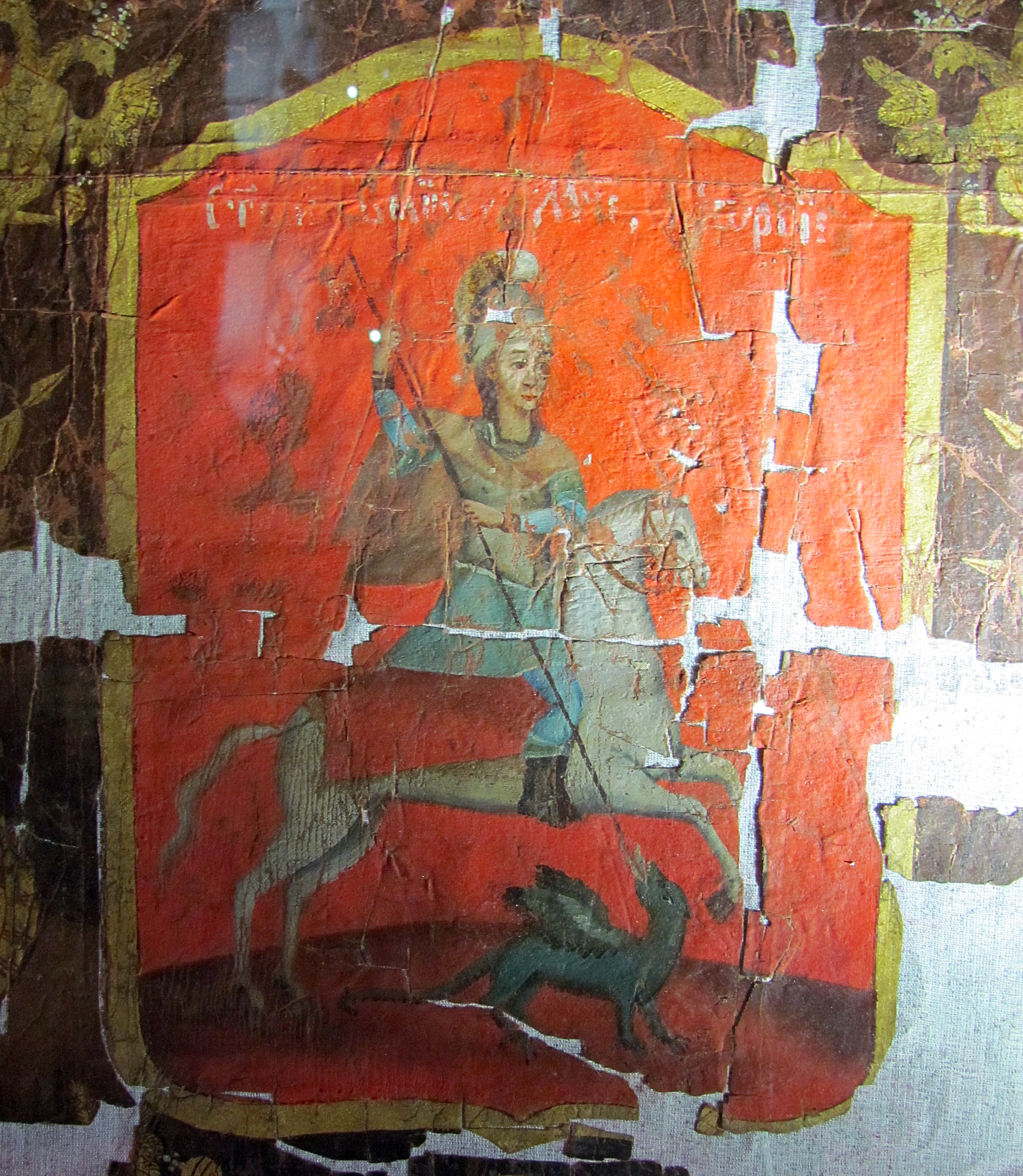
Detalhe da segunda bandeira de Karadjord com São Jorge.
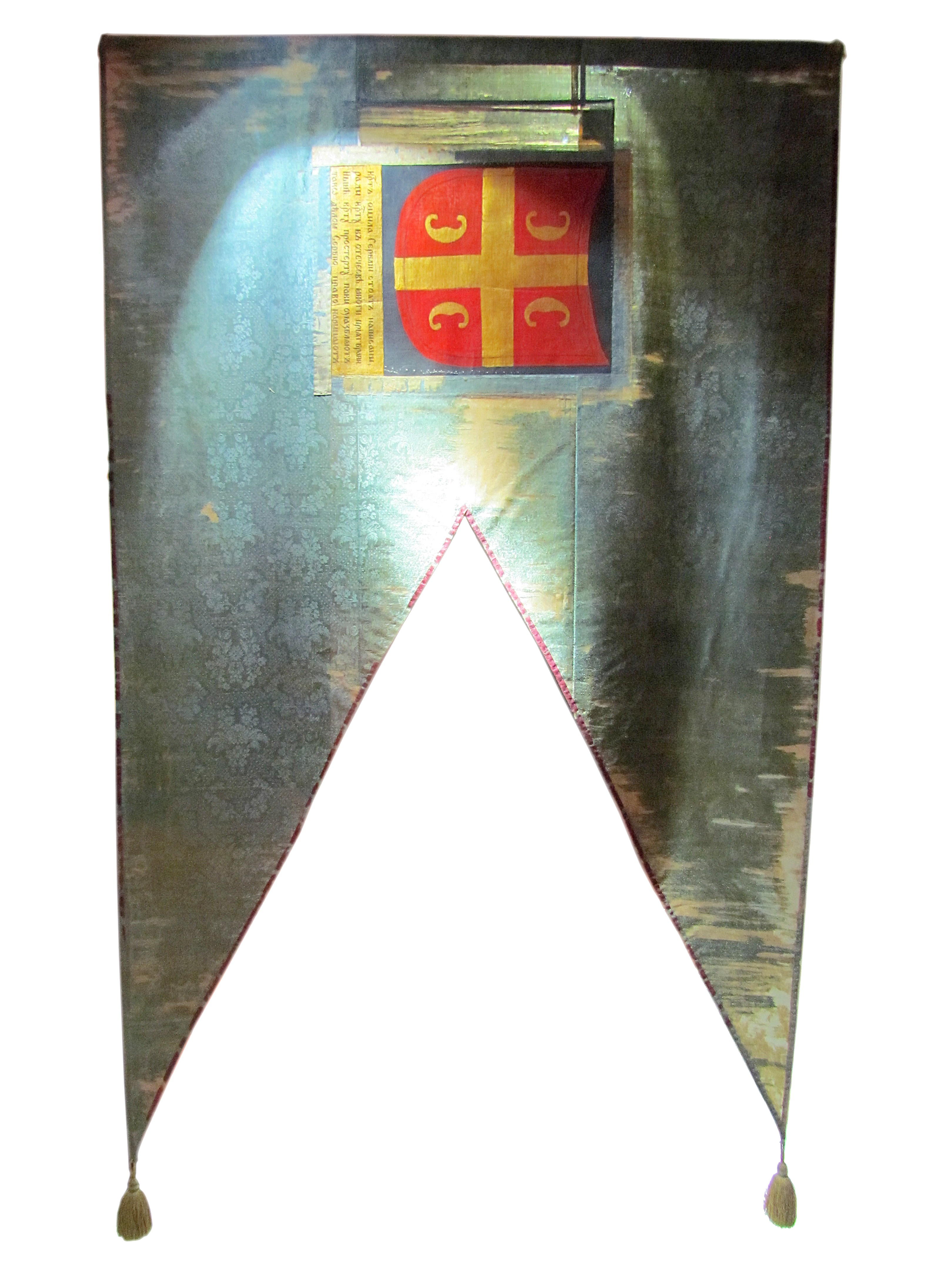
Bandeira de Karadjorde de 1804
Segunda Revolta da Sérvia - Uma cruz vermelha em fundo branco. Usado na Takovo em 1815.

## Bandeira atual
A Constituição Sretenje de 1835 descreveu as cores da bandeira sérvia como vermelho brilhante, branco e  čelikasto-ugasita  (que poderia ser traduzido como  escuro como aço ). A constituição foi criticada, especialmente pela Rússia, e a bandeira foi especificamente apontada como sendo parecida à  revolucionária bandeira da França. Logo depois, Miloš Obrenović estava solicitando à Porta que a nova constituição contivesse um artigo sobre a bandeira e o brasão de armas, e subsequente ferman (1835) permitiu aos sérvios usar sua própria bandeira marítima, que terá "parte superior de vermelho, meio de azul e inferior de branco", que é a primeira aparição moderna das cores que são usadas hoje.
A afirmação de que “as cores são o inverso das da bandeira da Rússia” e outros mitos populares na Sérvia que procuram explicar o porquê. Um exemplo:
| “ | No tempo de Karađorđe, uma delegação da Sérvia foi à Rússia em busca de ajuda e, após sua chegada, estava em uma festa. Quando lhes perguntaram por que não participam do desfile, entraram apressadamente e viraram a bandeira russa de cabeça para baixo. Os cidadãos perceberam que os sérvios já tinham sua bandeira. | ” |

A Sérvia usou o tricolor vermelho, azul e branco continuamente de 1835 até 1918, quando a Sérvia deixou de ser um estado soberano após se juntar ao  Reino dos Sérvios, Croatas e Eslovenos, mais tarde conhecido como Iugoslávia. Também em 1918, uma bandeira sérvia foi hasteada na Casa Branca em Washington, DC como uma demonstração de solidariedade dos EUA para com a Sérvia durante a I Guerra Mundial.
Depois da II Guerra Mundial, a Iugoslávia foi reformada em uma república federal socialista, composta de seis repúblicas, uma das quais era a Sérvia, e o. Após a separação da Iugoslávia, a Sérvia inicialmente continuou usando a mesma bandeira; a Constituição da Sérvia de 1990 declarou que a bandeira e o brasão da Sérvia só podem ser alterados pelo mesmo procedimento usado para alterar a própria constituição, que exigiu uma maioria absoluta de eleitores para apoiá-lo. O Referendo constitucional sérvio de 1992 pediu aos eleitores que escolhessem entre a bandeira com e sem a estrela, com a estrela vermelha obtendo a maioria dos votos, mas não a maioria absoluta dos eleitores. A estrela vermelha foi, no entanto, removida da bandeira em 1992 por recomendação do parlamento sérvio; no entanto, o brasão permaneceu inalterado. Em 2003, porém, o governo da Sérvia emitiu uma recomendação sobre o uso da bandeira e do brasão, preferindo o uso de símbolos diferentes dos da constituição. A Constituição da Sérvia de 2006 declarou que os emblemas estatais seriam regulamentados por lei; a recomendação permaneceu em uso até 11 de maio de 2009, quando a lei de bandeira real foi promulgada. Em 11 de novembro de 2010, o reativamento do brasão de armas sérvia foi promulgado, que atualmente é usado na bandeira do estado.
A bandeira sérvia também é popular entre os sérvios da Bósnia na Republika Srpska, que geralmente preferem hastear-lo ao invés da bandeira nacional Bósnia.
|      |           |           |           |           |           |                 |            |
| 1835 | 1835–1882 | 1882–1918 | 1941–1944 | 1946–1992 | 1992–2004 | 2004–2010–atual | 2010–atual |

## Bandeiras Relacionadas
Montenegro usava o mesmo tricolor sérvio com vários tons de azul, por serem o mesmo povo, os sérvios. Durante a segunda Iugoslávia (RFSY), as repúblicas da Sérvia e Montenegro tinham bandeiras do mesmo desenho e cores. Montenegro mudou sua bandeira em 1993, alterando a proporção e o tom do azul em sua bandeira e usou esta bandeira até 2004.
O tricolor sérvio também foi a base para os territórios da República da Krajina Sérvia nas Guerras Iugoslavas. A bandeira da Republika Srpska é a tricolor sérvia, bem como a bandeira dos sérvios da Croácia.
O tricolor sérvio com uma cruz sérvia é usado como a bandeira da Igreja Católica Apostólica Ortodoxa Sérvia. Existem várias outras bandeiras variantes não oficiais, algumas com variações da cruz, brasão ou ambos.

Bandeira da Igreja Ortodoxa Sérvia
Bandeira da Republika Srpska
Bandeira do Reino do Montenegro (1905-1918)
bandeira da Republica de Montenegro (1993–2004)
Bandeira da Republica Sérvia Krajina (1991-1995)
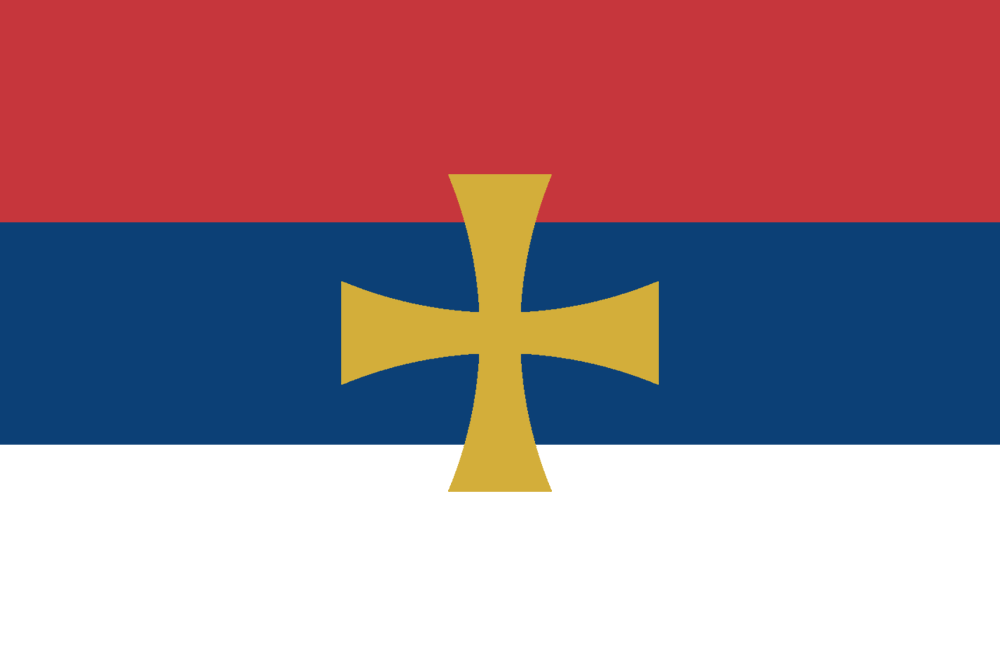
Bandeira dos Sérvios de Montenegro - Uma tricolor de três tamanhos horizontais vermelho, azul e branco com o Krstaš-barjak.

## Protocolo da Bandeira

### Bandeira do estado
A bandeira do estado (de facto bandeira nacional) é constantemente hasteada nas entradas dos edifícios dos órgãos do estado. A Assembleia Nacional voa apenas quando em sessão e durante feriados estaduais.
Também pode ser voado durante as celebrações e outras manifestações solenes que marcam eventos de importância para a Sérvia e em outras ocasiões. Durante o luto oficial, ele é realizado a meio mastro, inclusive pelos órgãos das províncias, órgãos locais e serviços públicos. A bandeira deve ser exibida em uma sala eleitoral durante uma eleição para órgãos estaduais  e na sala do registro civil dedicada ao casamento (o oficiante deve carregar uma faixa com as cores da bandeira também).

### Bandeira civil
A bandeira civil da Sérvia é constantemente hasteada na entrada da Assembleia Nacional e de órgãos das províncias e serviços públicos. Deve ser exibido em uma sala eleitoral durante uma eleição para órgãos provinciais ou locais.
Além disso, pode ser içado durante as celebrações e outras manifestações culturais ou esportivas, e em outras ocasiões.

### Outros sinalizadores
O Presidente da Sérvia e o Presidente (Orador) da Assembleia Nacional da Sérvia usam suas bandeiras oficiais.  A Flotilha do Rio Sérvio também usa sua própria bandeira naval.

Estandarte presidencial Sérvio
Estandarte do presidente da Assembleia Nacional da Sérvia
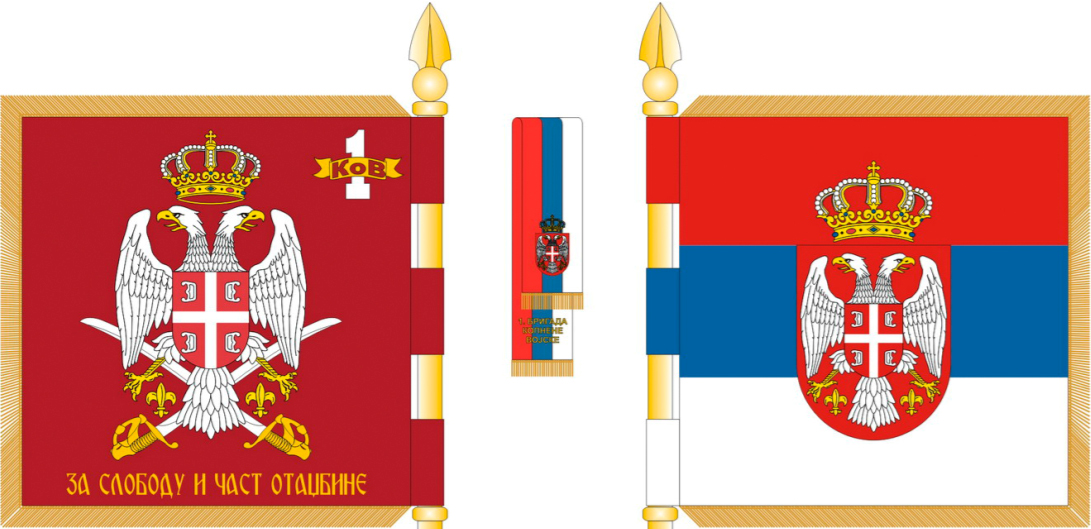
Bandeira da Primeira Brigada Terrestre das Forças Armadas Sérvias, medida: 1:1
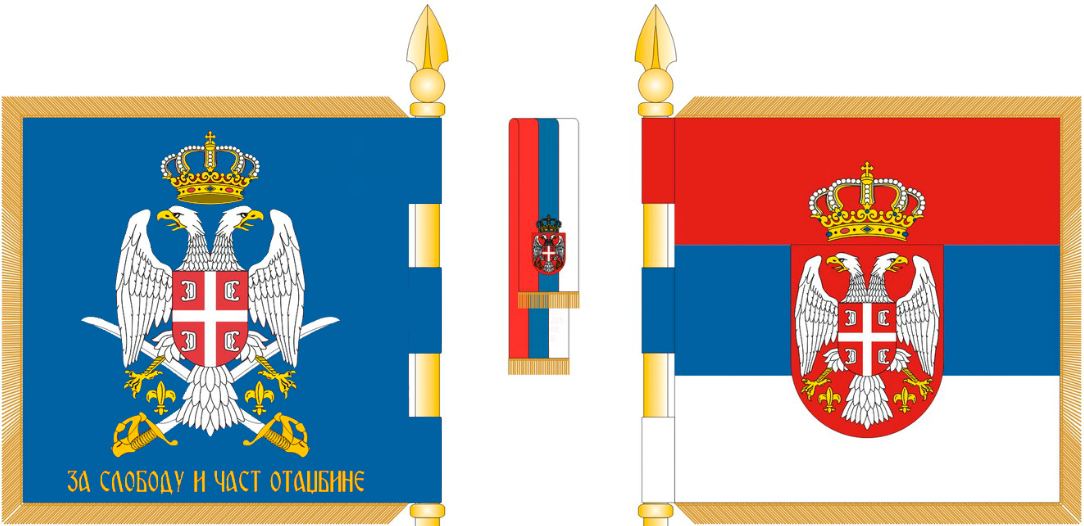
Bandeira da Força Aérea e Defesa Aérea das Forças Armadas Sérvias. medida: 1:1
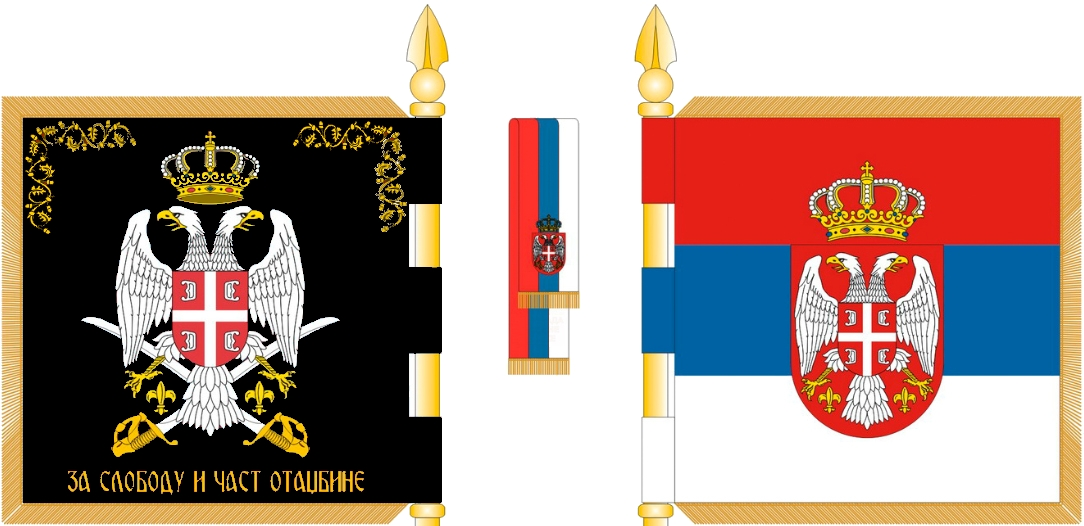
Bandeira da Polícia Militar das Forças Armadas Sérvias
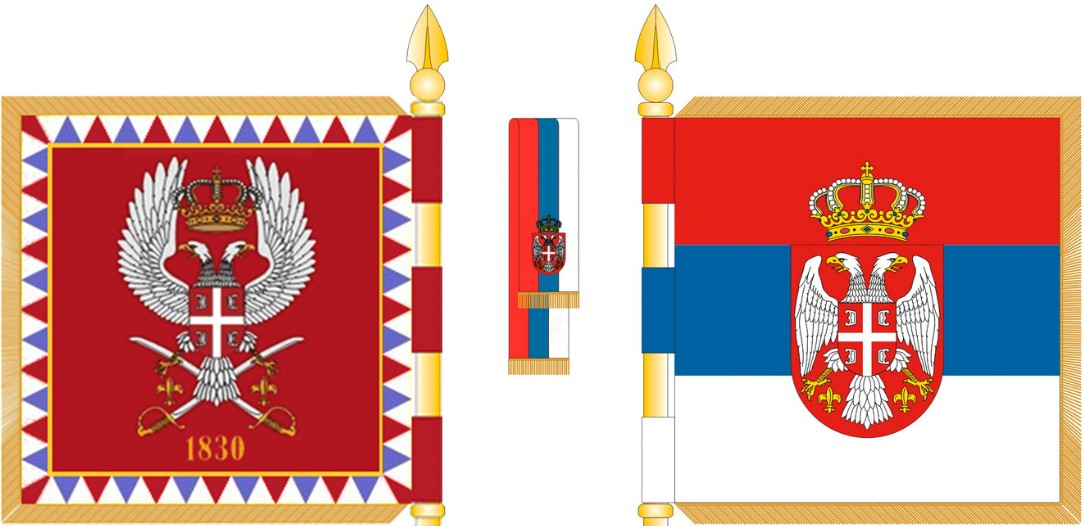
Bandeira da Guarda das Forças Armadas da Sérvia
Bandeira da Flotilha do Rio das Forças Armadas da Sérvia, medida: 2: 3.

### Respeito à bandeira

Exibição vertical da bandeira

Nem a bandeira estadual nem a civil podem ser hasteadas de modo que toquem o solo, nem servidas como apoios, toalhas de mesa, tapetes ou cortinas, nem para cobrir veículos ou outros objetos, nem para enfeitar plataformas de alto-falantes ou mesas, exceto como bandeiras de mesa. Eles não devem ser usados se estiverem danificados ou parecerem inadequados para uso.
A bandeira não é hasteada em más condições meteorológicas. Além disso, ele voa apenas à luz do dia, a menos que esteja iluminado.
Se a bandeira estiver hasteada verticalmente nas mesas ou de outra forma, seu campo superior estará no lado esquerdo do visualizador. Se for conduzido verticalmente através de uma rua ou quadrado, seu campo superior deve estar no lado norte se a rua tiver orientação leste-oeste, e lado leste se tiver orientação norte-sul ou em um quadrado circular.

### Exibição correta
A lei define como a bandeira da Sérvia é exibida junto com outras bandeiras, não fazendo diferença entre as bandeiras do estado e outros tipos de bandeiras. Se a bandeira for hasteada com outra bandeira, ela estará sempre à esquerda do espectador, exceto durante a visita oficial de um representante de outro país ou de uma organização internacional, quando a bandeira do visitante estiver à esquerda do espectador. Se a bandeira for hasteada com outra em mastros cruzados, seu mastro deve ser o da frente.
Se a bandeira da Sérvia for hasteada junto com duas bandeiras, deve estar no meio.
Se a bandeira for hasteada com várias bandeiras,
- Se as bandeiras estiverem hasteadas em círculo, ela deve estar no centro do círculo, claramente visível;
- Se as bandeiras são hasteadas em semicírculo, deve estar em seu  vértice;
- Se as bandeiras forem hasteadas em uma coluna, ela deve estar na frente da coluna;
- Se as bandeiras forem hasteadas em fila, ela deve estar em primeiro lugar, ou seja, à esquerda do espectador;
- Se as bandeiras forem hasteadas em grupo, ela deve estar na frente do grupo.[43]

### Bandeira em formato A4

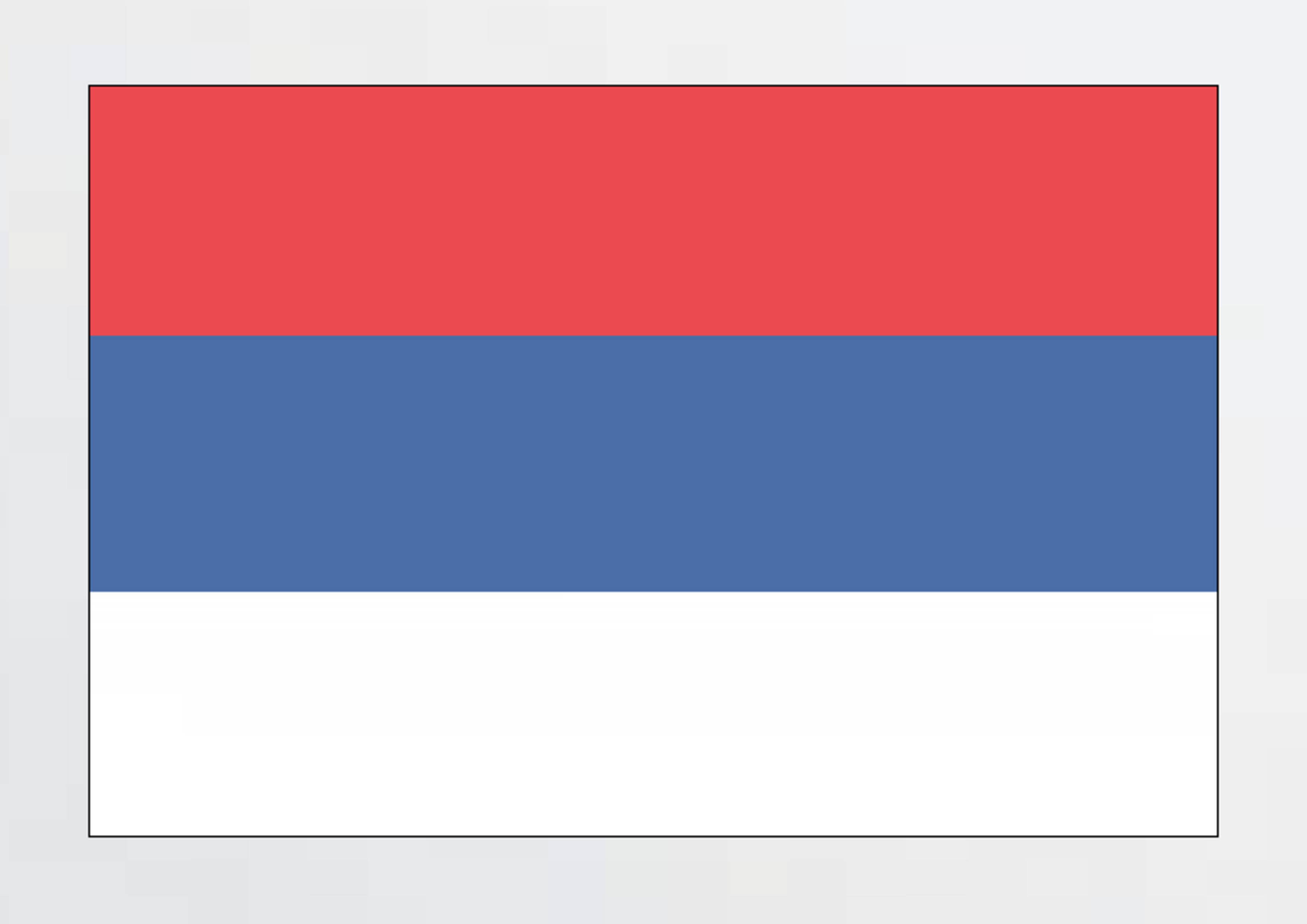
Bandeira nacional da República da Sérvia formato A4 para emoldurar

## Ver Também
- Bandeira da Sérvia e Montenegro
- Bandeira da Iugoslavia